# Julius Sommer
Julius Sommer (Reutlingen, 9 de julho de 1871 – Danzig, 16 de agosto de 1943) foi um matemático alemão.
Sommer estudou de 1889 a 1891 em Stuttgart e até 1894 na Universidade de Tübingen, onde obteve um doutorado em 1897, orientado por Alexander von Brill, com a tese Ueber die Bestimmung ausgezeichneter Punktgruppen auf Kurven vom Geschlecht p. Obteve a habilitação em 1899 em Göttingen. Foi desde 1904 professor (colega de Hans Carl Friedrich von Mangoldt) na Universidade Técnica de Gdańsk, onde foi em 1924/1925 reitor. Escreveu um artigo na Encyklopädie der mathematischen Wissenschaften. Assinou em novembro de 1933 a Declaração dos Professores Alemães por Adolf Hitler.

## Obras
- Vorlesungen über Zahlentheorie. Einführung in die Theorie der algebraischen Zahlkörper, B. G. Teubner, Berlin Leipzig 1907